# Litvini
În context istoric, litvinii (în belarusă літвін, ліцвін, cu alfabet Łacinka: litvin, licvin; în rusă литвин, transliterat: litvin; în ucraineană литвин, transliterat: lîtvîn; în poloneză Litwin) este un termen folosit cu referire la slavii ce se identificau cu fostul Mare Ducat al Lituaniei.
Termenul se poate referi anume la etnici belaruși în context istoric. În alte contexte, se poate referi la orice slavi care se identificau cu fostul Mare Ducat al Lituaniei din Lituania și Belarusul de astăzi, precum și din Ucraina, Rusia de vest și din părți ale Poloniei. În Belarusul modern, termenul este folosit uneori pentru a accentua participarea belarușilor și contribuțiile lor la viața fostului Mare Ducat.
În special, un filolog belarus, Francysk Skaryna⁠(d) s-a înscris la Universitatea din Cracovia ca litvin, dar mai târziu s-a înscris ca rutean la Universitatea din Padova. Symon Budny⁠(d) este un alt exemplu de litvin, care se considera în același timp și belarus.